# Ten Esschen
Ten Esschen, en limbourgeois Genessche, est un hameau néerlandais situé dans la commune de Heerlen, dans la province du Limbourg néerlandais. Le 1er janvier 2007, le hameau comptait 166 habitants.